# Jerzy Wrzoskowicz

Jerzy Wrzoskowicz w mundurze Polskich Sił Zbrojnych (druga połowa lat 40. XX w.)

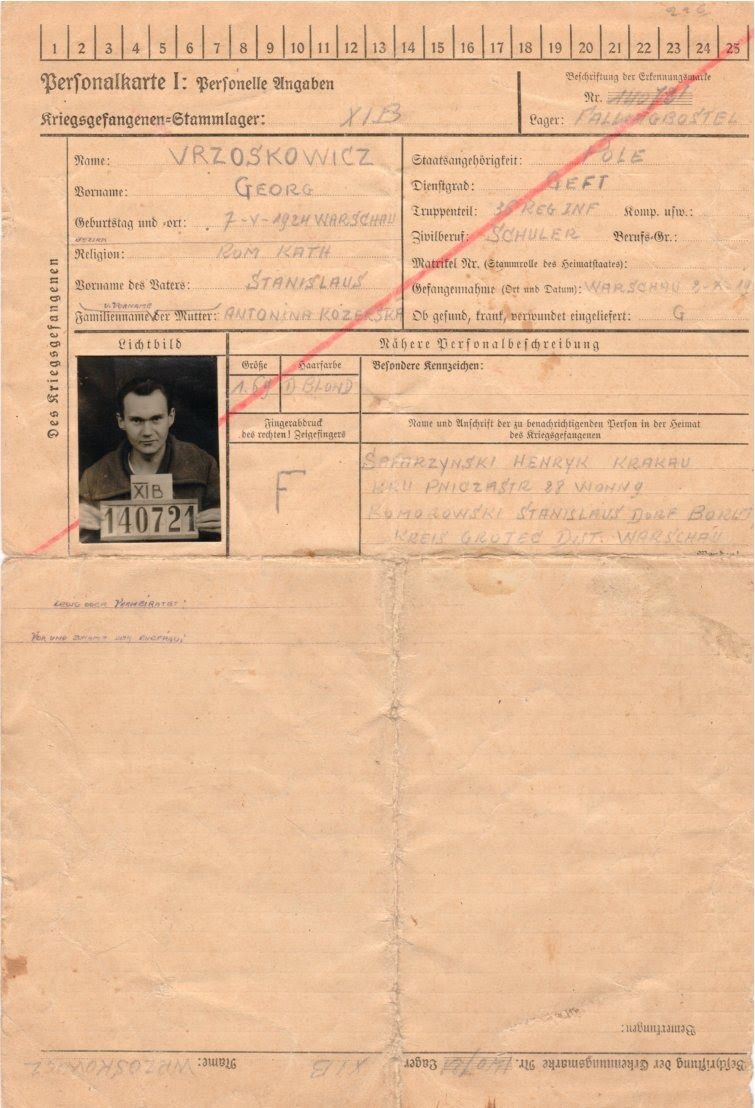
Karta personalna jeńca Jerzego Wrzoskowicza

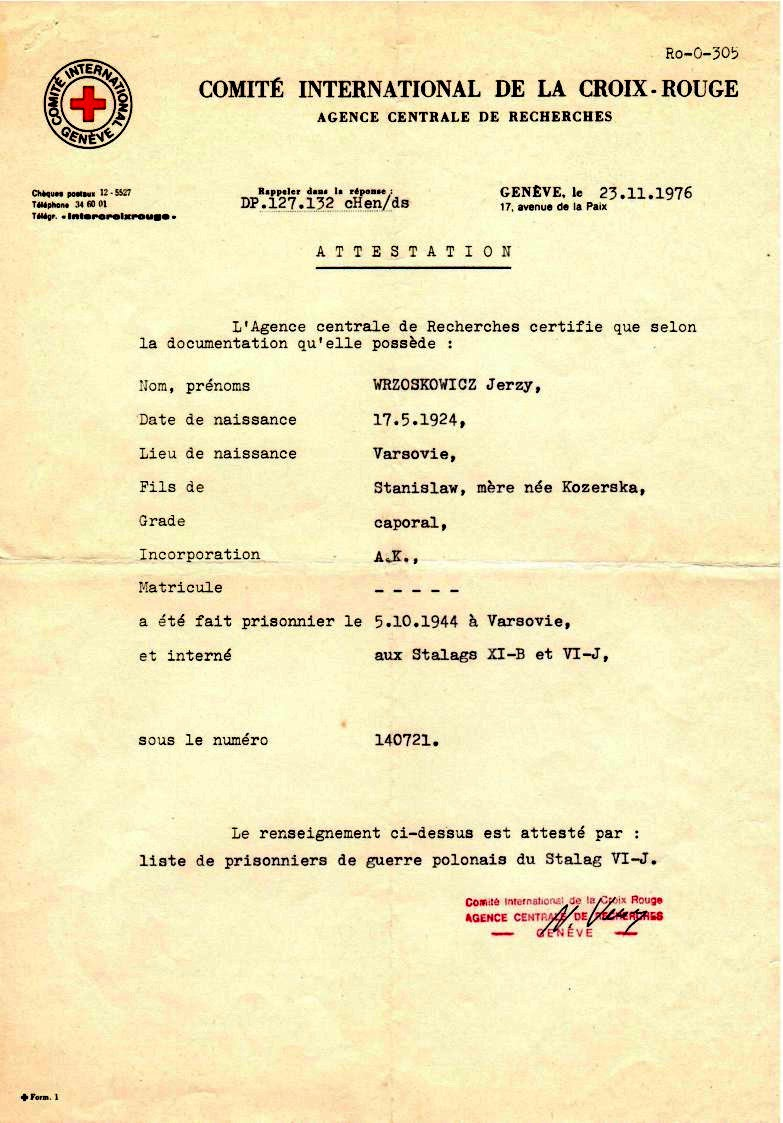
Zaświadczenie o pobycie w niewoli Jerzego Wrzoskowicza wystawione przez Czerwony Krzyż

Jerzy Wrzoskowicz pseud. Cyd, właściwie Jerzy Henryk Wrzoskowicz, (ur. 17 maja 1924 w Warszawie, zm. 21 sierpnia 1997 w Warszawie) – uczestnik powstania warszawskiego, żołnierz Polskich Sił Zbrojnych na Zachodzie, inżynier mechanik.

## Życiorys[2]

### Okres przed powstaniem
Od dzieciństwa mieszkał na Starówce w Warszawie w domu przy ul. Brzozowej 43. Ukończył Państwową Szkołę Budownictwa Lądowego i Wodnego II stopnia w Warszawie. W październiku 1942 r. został żołnierzem konspiracji, najpierw ZWZ, później Armii Krajowej. Otrzymał przydział mobilizacyjny do 119 plutonu saperów, VIII Zgrupowania, I Rejonu.

### Uczestnictwo w powstaniu
1 sierpnia 1944 r. o godzinie 14 zgłosił się na punkt koncentracji w szkole przy ul. Sewerynów. 
Uczestniczył w pierwszym ataku (1 sierpnia o godzinie 17:00) na Uniwersytet Warszawski, od strony ul. Oboźnej.
W pierwszej fazie powstania pełnił służbę wartowniczą oraz doraźnie wzmacniał oddziały broniące stanowisk od strony Muzeum Narodowego.
23 sierpnia został przydzielony do obsady transportera Jaś, który tego samego dnia o 4 rano wyruszył na akcję wraz z transporterem Kubuś. Przemieszczając się w kierunku Krakowskiego Przedmieścia transportery zostały zatrzymane przy ul. Traugutta, a starszy saper Wrzoskowicz dostał zadanie wysadzenia bramy wjazdowej na teren uniwersytetu – zadanie to zostało wykonane pomyślnie. Pomimo zdobycia bunkra oraz broni, drugi atak na Uniwersytet Warszawski zakończył się niepowodzeniem.
Uczestniczył w trzecim, również nieudanym,  ataku na budynki uniwersytetu – 2 września o godzinie 16:00.
Od 3 września został przydzielony do wzmocnienia obrony oraz do wykonywania zadań specjalnych.
Po wycofaniu się z Powiśla do dnia kapitulacji oddział, w którym walczył Jerzy Wrzoskowicz, zajął pozycje w ruinach Poczty Głównej.

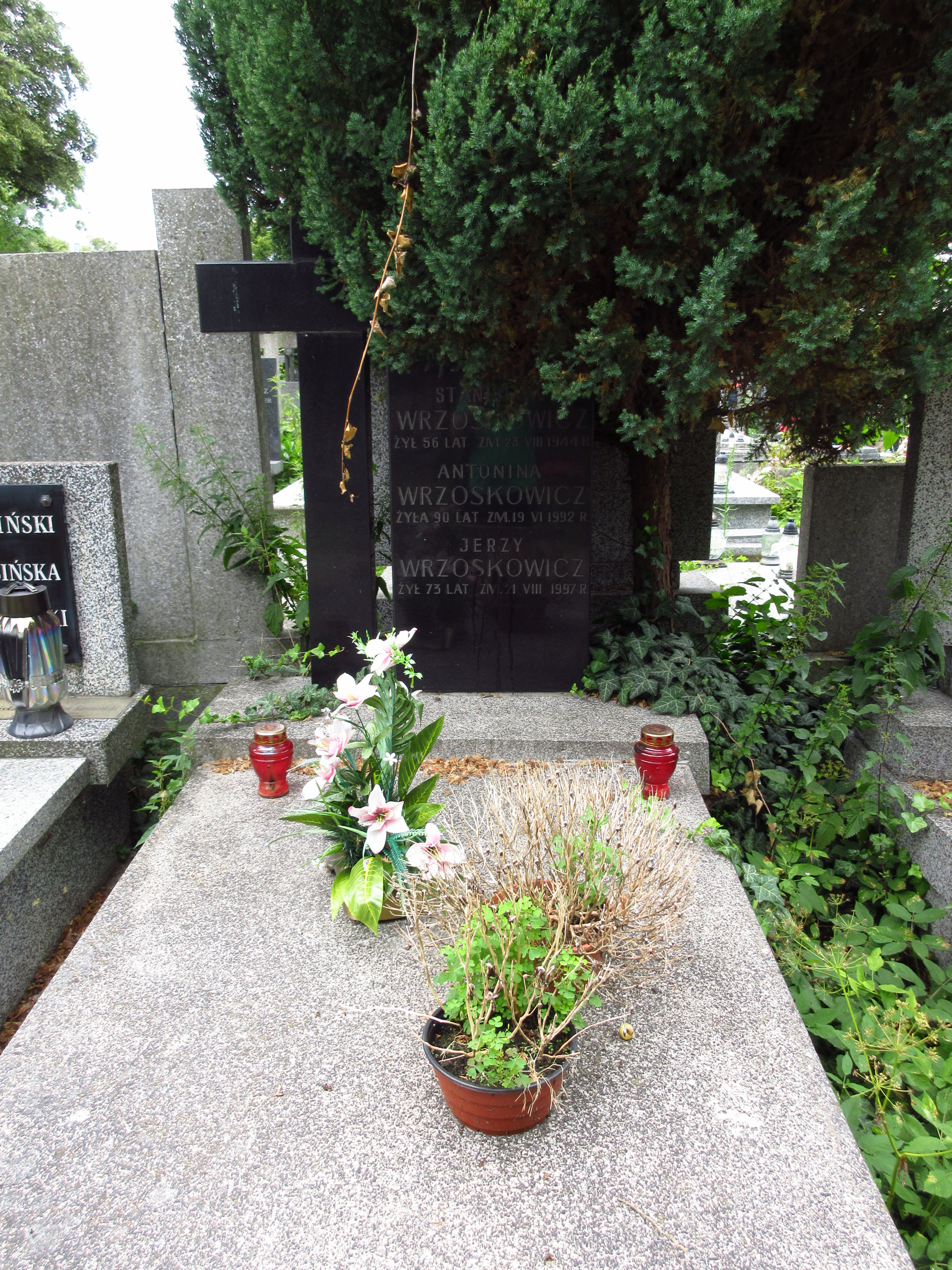
Grób Jerzego Wrzoskowicza na Cmentarzu Bródnowskim.

### Okres po upadku powstania
2/5 października 1944 r. został wzięty do niewoli niemieckiej i skierowany do stalagu XI-B w Frankenthal, jako jeniec o numerze 140721/XI-B. 24 października 1944 przeniesiony do stalagu VI-J w Krefeld, w którym przebywał do wyzwolenia. Następnie wstąpił do Polskich Sił Zbrojnych na Zachodzie. Do Polski powrócił 2 września 1946 r.
Od 1 września 1948 r., do 30 grudnia 1988 r. pracował w Warszawskim Przedsiębiorstwie Konstrukcji Stalowych i Urządzeń Przemysłowych MOSTOSTAL na różnych stanowiskach. W latach 1984–1988 piastował stanowisko Dyrektora Oddziału Puławy. Z dniem 31 grudnia 1988 r. przeszedł na emeryturę.
21 września 1970 r. ukończył zaoczne, wyższe studia zawodowe na Wydziale Mechaniki i Energetyki Cieplnej Politechniki Warszawskiej, zdobywając tytuł inżyniera mechanika.

### Życie prywatne
Jerzy Henryk Wrzoskowicz był synem Stanisława i Antoniny, z domu Kozerskiej. Miał brata Kajetana. Ożenił się z Matyldą z domu Barańską. Miał dwóch synów Adama (ur. 1965) oraz Jarosława (ur. 1968)
Zmarł 21 sierpnia 1997 r. Został pochowany w grobie rodzinnym na Cmentarzu Bródnowskim w Warszawie (kwatera 92A-I-25).